# Swjetljak-Klasse
Die Swjetljak-Klasse (russische Bezeichnung Projekt 10410 Swjetljak) ist eine Klasse von schnellen Patrouillenbooten, die in der Sowjetunion und später in Russland entworfen und gebaut wurden und derzeit hauptsächlich von der Russischen Marine und der Russischen Küstenwache eingesetzt werden.

## Entwicklung
In den 1980er Jahren begannen die Planungen eines schnellen Patrouillenbootes für die sowjetische Marine. Das erste Schiff wurde 1988 bei der sowjetischen Marine und Küstenwache in Dienst gestellt; bis 2010 wurden 26 Schiffe des Projekts 10410 Swetljak bei der russischen Marine in Dienst gestellt. Zwei Boote wurden nach Vietnam geliefert, 1 Boot nach Slowenien. Aktuell sind von den insgesamt 44 gebauten Booten noch 36 im aktiven Dienst.

## Technik

### Größe
Die Boote haben eine Gesamtlänge von 49,5 m, eine Breite von 9,2 m und einen Tiefgang von 2,2 m. Die Verdrängung der Boote Projekt 10410 und Projekt 10412 beträgt 375 t, während die des Bootes Projekt 10411 390 t beträgt. Die Klasse bietet Platz für 28 Personen. Das Patrouillenboot wird von drei Swjesda ZE M520-Dieselmotoren angetrieben.

### Varianten
Das Raketenboot des Projekts 10411 ist ebenfalls für die Patrouille in den Küstengewässern vorgesehen, ist aber zusätzlich mit Schiff-Schiff-Raketen bewaffnet.
Das Patrouillenboot Projekt 10412 ist eine Exportvariante für Slowenien und Vietnam. Es kann zum Schutz von Rohstoffgebieten und küstennahen Verkehrswegen sowie zur Eskorte befreundeter Schiffe eingesetzt werden.

### Bewaffnung
Die Schiffe der Swjetljak-Klasse sind mit einer 76,2-mm-Kanone AK-176M, einer sechsläufigen 30-mm-Maschinenkanone AK-630M und 16 Boden-Luft-Raketen Igla-1M bewaffnet. Das Uran-E-Raketensystem auf dem Raketenboot Projekt 10411 kann acht Kh-35E-Anti-Schiffs-Raketen abfeuern.

## Verwendung
Die Patrouillenboote des Projekts 10410 werden von der russischen Marine und dem maritimen Grenzschutz eingesetzt. Sie werden zur Patrouille in den Küstengebieten eingesetzt und schützen die Hoheitsgewässer sowie die ausschließlichen Wirtschaftszonen. Diese Schiffe können auch bei Such- und Rettungsaktionen, der Bekämpfung von Umweltverschmutzung und der Brandbekämpfung eingesetzt werden.